# Clímax (película)
Clímax es una película española dirigida por Francisco Lara Polop y estrenada en 1977.

## Argumento
Ana (Annie Belle) es una joven de 16 años, hija de una madre superficial y un padre que se preocupa más por su carrera política que por ella. Su desesperación -unida a las malas compañías- la lleva a caer en el mundo de las drogas. Sus padres, deciden entonces, internarla en un internado con gran prestigio y fama de moralista. Pero como nada es lo que parece, Ana, se encontrará tras los muros de la institución tantas perversiones -o más- que fuera de él (lesbianismo, degradaciones, drogadicción...) Ana seguirá cayendo al abismo cada vez más, hasta que finalmente, comprenderá que lo mejor es huir y luchar por su vida ella sola.
- Datos: Q5772687